# Heiner Thade
Heiner Thade (Lüdinghausen, 15 settembre 1942) è un ex pentatleta tedesco.

## Palmarès
In carriera ha conseguito i seguenti risultati:
per la  Germania Ovest:
- Mondiali:

Londra 1973: argento nel pentathlon moderno a squadre.